# Satur
Satur – imię męskie pochodzenia łacińskiego, oznaczające "nasycony, usatysfakcjonowany". Istnieje przynajmniej dwóch świętych o tym imieniu.
Satur imieniny obchodzi 29 marca.
Żeński odpowiednik: Satura